# Anubis
Anubis (også kaldet Anepu eller Yinepu), var en egyptisk døds- og balsameringsgud, der afbildes som en menneskekrop med et sjakalhoved.

## Udvikling og Historie
| i | n · p | w | E16 |

| i | n · p | w | E16 |

Han mentes oprindeligt at være den 4. søn af Ra, men senere siges det at han er søn af Osiris og Nepthys. Nepthys var gift med Seth og skjulte derfor Anubis efter fødslen i Nildeltaets sumpe for at beskytte ham. Der blev han fundet af guden Isis som opfostrede ham. Anubis ledsagede sin far, Osiris, på hans rejser rundt i verden, og da Osiris blev dræbt af Seth tog Anubis sig af begravelsen. Liget omvandt han med klæde og skabte på den måde den første mumie.
Anubis spillede en rolle ved dommen over de døde, hvor han tillige med Horus forestår vejningen af den afdødes hjerte imod sandhedens symbol, en fjer, medens Thot opskriver resultatet. På grund af sin virksomhed ved dommen over de døde æredes Anubis i hele Egypten. Hovedsædet for hans dyrkelse var Mellemegypten, blandt andet byen Siut ell. Assiut, hvor sjakalen antoges for et helligt dyr. Byen kaldes derfor af grækerne Lykopolis (ulvebyen). Da Anubis og Thot (Hermes) begge tog sig af de døde, forenes de undertiden til ét væsen, som grækerne kalder Hermanubis.
På Ny Carlsberg Glyptotek findes en basalt-statue fra 1.400 f.kr., og en bronze-statue fra 640 f.kr., der begge afbilder Anubis siddende. De regnes blandt de bedst bevarede fra den egyptiske oldtid.[kilde mangler]

## Kendetegn
Udseende: Anubis blev afbildet med et sjakalhoved. Opgave: Han var den gud der skulle ledsage ånderne og sjælene til efterlivet.
Han var også ”Herren over mumieindpakningerne” og ”Skaberen af begravelsesritualet”.
Han deltog også i dommen over de døde ved at veje deres hjerter på Maat’s vægt.
Betydning: Han var en skytsgud for gravpladser og de døde. Derfor fik døde folk tit små statuer og figurer af Anubis med i graven for at beskytte dem.
Eftersom han skabte den første mumie af Osiris blev han som sagt betragtet som ”Herren over mumieindpakning” og ”Skaberen af begravelsesritualet”.
Andet: Anubis er blevet identificeret med den græske gud Hermes.